# Taghi Rahmani
Taghi Rahmani (født i 1959) er en iransk journalist, skribent og menneskeretsaktivist. Han lever i eksil i Paris i Frankrig.
Fra 1981 til 2005 er Mohammadi efter sigende blevet dømt til 5000 dage i fængsel. I følge Journalister uden grænser var han den oftest fængslede iranske journalist. og Amnesty International har udråbt ham til samvittighedfange.
Rahmani var kampagneleder for Mehdi Karroubi (en) under præsidentvalget i Iran i 2009. Rahmani er gift med menneskeretaktivisten Narges Mohammadi, vinder af Nobels fredspris i 2023. Ægteparret har to børn som bor med deres far i Frankrig.